# Samantha qui ?
Samantha qui ? (Samantha Who?) est une série télévisée américaine en 35 épisodes de 22 minutes, créée par Cecelia Ahern et Donald Todd et diffusée entre le 15 octobre 2007 et le 23 juillet 2009 sur le réseau ABC.
En France, la série a été diffusée à partir du 19 octobre 2008 sur Virgin 17 puis rediffusée dès le  24 octobre 2008 sur Filles TV et  à partir du  30 mars 2013 sur Comédie+.

## Synopsis
À Chicago, Samantha Newly se réveille à l'hôpital après huit jours passés dans le coma. Malheureusement, elle n'a aucun souvenir de son passé, et doit recommencer sa vie. Elle découvre alors qu'elle n'était ni très honnête ni sympathique : en définitive, elle avait tout d'une garce ! La nouvelle Samantha tente alors de concilier celle qu'elle était et celle qu'elle voudrait être, mais le juste milieu n'est jamais simple à trouver...

## Distribution
- Christina Applegate (V. F. : Véronique Soufflet) : Samantha « Sam » Newly
- Jean Smart (V. F. : Martine Meiraghe) : Regina Newly, la mère de Samantha
- Jennifer Esposito (V. F. : Malvina Germain) : Andrea Belladonna, la meilleure amie de Samantha
- Kevin Dunn (V. F. : Érik Colin) : Howard Newly, le père de Samantha
- Barry Watson (V. F. : Mathias Kozlowski) : Todd Deepler, l'ex-fiancé de Samantha
- Melissa McCarthy (V. F. : Véronique Volta) : Dena, l'amie d'enfance de Samantha
- Tim Russ (V. F. : Bruno Dubernat) : Frank, le portier
- Rick Hoffman (V. F. : David Kruger) : Chase Chapman
- Florence Henderson : Loretta
- Billy Zane (V. F. : Jean-Pierre Michaël) : Funk

Version française
- - Société de doublage : Dubbing Brothers
  - Direction artistique : Ninou Fratellini

## Épisodes

### Première saison (2007-2008)
1. Le réveil (Pilot)
2. Le boulot (The Job)
3. Le mariage (The Wedding)
4. La vierge (The Virgin)
5. L'ordonnance restrictive (The Restraining Order)
6. L'hypnothérapeute (The Hypnotherapist)
7. Le premier rendez-vous (The Hockey Date)
8. La voiture (The Car)
9. Le premier nouvel amour (The Break-Up)
10. La petite amie (The Girlfriend)
11. Le patron (The Boss)
12. Les papillons (The Butterflies)
13. L'expo photo de Todd (The Gallery Show)
14. La liaison (The Affair)
15. L'anniversaire (The Birthday)

### Deuxième saison (2008-2009)
1. Samantha sait danser (So I Think I Can Dance)
2. Le voyage en Afrique (Out of Africa)
3. Le médicament (The Pill)
4. L’immeuble (The Building)
5. Au secours ! (Help!)
6. L'ex (The Ex)
7. La ferme (The Farm)
8. Le parc (The Park)
9. Vacances en famille (The Family Vacation)
10. Le copain de ma copine (My Best Friend's Boyfriend)
11. Le chien (The Dog)
12. Fâcheux malentendus (The Amazing Racist)
13. La dette (The Debt)
14. La Rock Star (The Rock star)
15. La carrière de Todd (Todd's Job)
16. La sœur (The Sister)
17. Un boulot de rêve (The Dream Job)
18. Le deuxième premier rendez-vous (The First Date)
19. L'autre femme (The Other Woman)
20. Le mariage (With The Ring)

## Commentaires
ABC a officiellement annulé la série dans sa grille de rentrée 2009-2010.